# Soldatske, Voznesensk
Soldatske (în ucraineană Солдатське) este un sat în comuna Malosolone din raionul Voznesensk, regiunea Mîkolaiiv, Ucraina.

## Demografie
Componența lingvistică a localității Soldatske
     Ucraineană (88,33%)
     Rusă (10%)
     Alte limbi (0,83%)
Conform recensământului din 2001, majoritatea populației localității Soldatske era vorbitoare de ucraineană (88,33%), existând în minoritate și vorbitori de rusă (10%).